# Leticia Romero
Leticia Romero González (Las Palmas de Gran Canaria, 28 maggio 1995) è una cestista spagnola.

## Carriera
È stata selezionata dalle Connecticut Sun al secondo giro del Draft WNBA 2017 (16ª scelta assoluta).
Con la Spagna ha disputato i Giochi olimpici di Rio de Janeiro 2016, i Campionati mondiali del 2014 e due edizioni dei Campionati europei (2015, 2017).